# 新西爾基 (瓦拉什區)
51°40′35″N 25°58′18″E / 51.67639°N 25.97167°E
新西爾基（烏克蘭語：Новосілки）是位於烏克蘭西北部的村莊，由羅夫諾州瓦拉什區的沃洛迪米雷茨市鎮負責管轄。該村始建於1540年，面積12.11平方公里，海拔高度147米，2001年人口319，人口密度每平方公里26.3人。